# Kawali (osiedle w rejonie oktiabrskim)
Kawali (biał. Кавалі; ros. Ковали, Kowali) – osiedle na Białorusi, w obwodzie homelskim, w rejonie oktiabrskim, w sielsowiecie Oktiabrski.